# 東京電力
東京電力控股株式會社，簡稱東京電力、東京電力HD、東電或TEPCO，是日本一家电力公司，服務範圍為關東地方1都7縣與靜岡縣東部。成立於1951年，原名東京電力株式會社（東京電力株式会社），2016年4月1日因應日本實施電力自由化而轉型並改為現名。
過去東電旗下發電廠以火力發電為主，水力與再生能源為輔；此外還擁有數間核能發電廠，但在2011年東日本大震災後全部停止運轉。根據《財富》雜誌，它曾是日本收入最高的電力公司（2005年共500億美元）。東日本大震災時發生嚴重事故而除役的福島第一核電廠即為東電所有。由於公司體制轉型，東電已經轉型為控股公司，同時將其大部份業務分拆，除了核電廠以外的的發電廠也轉由子公司運營。

## 历史

### 建立
東京電力成立於1951年，其前身「東京電燈」於1883年創立。1939年半官营的日本发送电成立，随后又成立9家（北海道、東北、關東、中部、北陸、關西、中國 、四國、九州）半官营配电公司。在此背景下东京电灯的发送电设备被迫售予日本发送电，配电业务则于1942年4月1日并入关东配电。
二戰後在同盟國軍事佔領下實際統治日本的駐日盟軍總司令部 （GHQ）為了根除日本軍國主義思想，決定推動經濟民主化，解散戰前日本的財閥和壟斷企業。1947年12月在GHQ要求下通過《過度經濟力集中排除法》，日本發送電也被認定為壟斷企業之一，日本發送電和全日本九家配電公司被要求提交重組計劃。迫於GHQ壓力日本政府在1950年強行通過《電氣事業再編成法》和《公益事業法》，1951年5月1日由日本發送電與关东配電重組成的東京電力成立，接收日發和東北配電在关东地区的電力設備。

### 发展
- 1951年
  - 5月 - 松永安左衛門（日语：松永安左エ門）（電氣事業再編成審議會委員長）說服GHQ 核准統合案，將「关东配電株式會社」與「日本發送電株式會社」管轄之区域統合設立「東京電力株式會社」。
  - 8月24日 - 於東京證券交易所第一部上市。
- 1953年11月18日 - 東京電力首座燃煤火力发电站--潮田火力发电站3号機開始運营。
- 1955年1月6日 - 战后首座新設燃煤火力发电站--鹤见第二火力发电站（日语：鶴見火力発電所）1号機開始運营。
- 1962年8月31日 - 東京電力首座燃油火力发电站--横滨火力发电站（日语：横浜火力発電所）1号機開始運营。
- 1964年2月29日 - 以妖怪烟囱著称的千住火力发电站（日语：千住火力発電所）废止。
- 1965年12月10日 - 東京電力首座抽水蓄能电站--矢木泽发电站（日语：矢木沢ダム）2号機開始運营。
- 1970年4月 - 世界首座液化天然气燃气火力发电站--南横滨火力发电站（日语：南横浜火力発電所）2号機開始運营。
- 1971年
  - 3月19日 - 燃油火力发电站--鹿岛火力发电站（日语：鹿島火力発電所）1号機開始運营。2014年增加燃气機组，[6]发电量达5660MW，一度成为東京電力发电量最大的火力发电站。
  - 3月26日 - 東京電力首座核能發電廠--福島第一核電廠1号機開始運营。
- 1973年6月16日 - 最後一座仅燃烧日本本土煤炭的火力发电站--新东京火力发电站（日语：新東京火力発電所），转换为燃油发电站。
- 1974年9月 - 日本第一座单机发电量达1000MW的发电机组--鹿岛火力发电站5号机開始運营。
- 1982年4月20日 - 福島第二核電廠1号機開始運营。
- 1983年4月1日 - 开始投入供暖事业。
- 1985年9月18日 - 柏崎刈羽核能發電廠1号機開始運营。

- 1987年
  - 5月26日 - 发生大井火力发电站爆炸事故（日语：大井火力発電所爆発事故），造成4人死亡。
  - 7月23日 - 发生1987年7月23日东京大停电（日语：1987年7月23日首都圏大停電），波及280万户。
- 1995年5月19日 - 完成世界最大的新野田变電所（786万kvA）
- 1997年7月2日 - 柏崎刈羽核能發電廠7号機開始運营，发电量达8,212MW，为目前全世界发电量最大的核電廠。
- 1999年3月25日 - 東京電力首座地热发电站--八丈島地熱發電廠開始運营。
- 2000年3月31日 - 東京電力首座风力发电站--八丈島風力發電廠開始運营。
- 2001年7月24日 - 東京電力创下有史以来最大供电量6430万kW。[7]

### 核能争议
2003年4月，在發現虛假的安全文件後日本政府命令東京電力關閉所有核反應堆以進行安全檢查，很快地爆出的醜聞導致該公司的高層辭職，隨之而來的是國家政策被迫減慢對核燃料循環的進度。2007年1月31日，东京电力公司在向经济产业省提交的调查报告书中承认，从1977年起在对下属福岛第一核电站、福岛第二核电站和柏崎刈羽核电站的13座反应堆总计199次定期检查中，曾窜改数据，隐瞒安全隐患。
2007年新潟縣中越近海地震导致柏崎刈羽核电站所有机组停止运营。2011年日本東北地方太平洋近海地震和伴隨而來的海嘯所引發的福島第一核電廠事故後，東京電力乃至全日本的核電廠陆续被要求停止运营。之后東京電力面临据巨额赔偿金和核电站除役费用，一度濒临破产，因此接受日本政府新成立的核能損害賠償機構出資协助。2012年，在東京電力發行特別股之後，核能損害賠償機構成為表決權過半數的最大股東。於2014年，此機構改名為「核能損害賠償、廢爐等支援機構」（原子力損害賠償・廃炉等支援機構）。由於該機構由日本政府出資，因此擁有過半股權之後，東京電力實際上成為國營企業。
截至2022年，因福岛第一核电站核泄漏而前往其他地区的日本民众累计向日本政府和东京电力提起了约30件集体诉讼。2022年3月4日，日本最高法院就来自福岛县、千叶县以及群马县居民發起的3件集体诉作出判决，要求东京电力要向福岛县、千叶县以及群马县的约3700名原告居民赔偿总计约14亿日元。

### 体制轉型
为了配合電力自由化，東京電力在2016年4月1日轉型為控股公司後，同時將其大部份業務分拆到三家新成立的子公司：
- 東京電力燃料及電力株式會社（日语：東京電力フュエル&パワー）（簡稱東電FP）：負責火力發電與燃料調度。
- 東京電力電網株式會社（日语：東京電力パワーグリッド）（簡稱東電PG）：負責輸電與配電，及伊豆諸島、小笠原諸島等東京都離島的小型電廠。
- 東京電力能源夥伴株式會社（日语：東京電力エナジーパートナー）（簡稱東電EP）：負責售電（英语：Electricity retailing）業務、並跨足家用瓦斯供應。

2015年4月30日，東京電力、中部電力合資成立「捷熱公司」，合併旗下火力發電的燃料業務和液化天然氣（LNG）採購以及海外發電業務。2019年4月1日，東電FP旗下的火力電廠移交給捷熱公司營運，轉型成捷熱的持股公司。
2019年10月1日，東京電力新成立子公司——東京電力再生能源株式會社（簡稱東電RP），負責水力發電、風力發電及太陽能發電。

### 核污水处理
2013年7月22日，東電首次承認福島核污水放射性污水正洩漏流入太平洋，證實了漁民與核子監督機構的專家多年的懷疑。早在2012年10月，东芝便成功研發能从污染水中除去氚以外62个放射性元素的「多核素除去装置」ALPS（英文：Advanced Liquid Processing System，直譯作「高級液體處理系統」，日文简称：アルプス）。2013年3月25日，原子力規制委員会根据运行实验的评价批准了对原子炉施設保安規定的修改以进行试运行，到2021年3月，核电厂区域共存有125万立方米的核废水，经净化系统处理后去除了放射性同位素（除了氚），符合当地排放至大海的标准。截至2020年11月，共有27%的经净化废水达到排放标准，其余73%需要继续净化。然而，氚无法从水中分离。
2021年4月13日，日本政府于正式宣布预计在两年后进行污水排放，因核污染水曾直接接觸核反應堆堆芯，此行為引發週邊海域的國家嚴重關切。2022年7月22日，日本原子能规制委员会宣布，批准东京电力公司福岛第一核电站核污染水排放计划，若东电公司的排放计划获得福岛县等地方政府和相关渔业从业者的同意，东京电力公司即可动工建设海底隧道等排放设备，实施排放计划。2023年8月24日尽管受到多方反对，东电仍開始排放福島核電廠的放射性污水，為期30年。

## 發電設施
東京電力發電廠除了核电站之外都已轉移給子公司運營，目前東京電力擁有1座核電站，7個機組，全部定期檢修中。退役的核電站有2座。

### 核電廠

#### 運營中
| 名称               | 電力公司 | 所在地                     | 堆型               | 反應爐 | 单堆功率 (MW) | 运行開始年 | 備註 |
| ------------------ | -------- | -------------------------- | ------------------ | ------ | ------------- | ---------- | --- |
| 柏崎刈羽核能發電廠 | 東京電力 | 新潟縣柏崎市和刈羽郡刈羽村 | 沸水反应堆         | 1      | 1100          | 1985       | 因定期檢修停止運行。2021年4月14日發佈禁止東電移動核燃料的糾正命令。 |
| 柏崎刈羽核能發電廠 | 東京電力 | 新潟縣柏崎市和刈羽郡刈羽村 | 沸水反应堆         | 2      | 1100          | 1990       | 因新潟縣中越近海地震停止運行。2021年4月14日發佈禁止東電移動核燃料的糾正命令。 |
| 柏崎刈羽核能發電廠 | 東京電力 | 新潟縣柏崎市和刈羽郡刈羽村 | 沸水反应堆         | 3      | 1100          | 1993       | 因新潟縣中越近海地震停止運行。2021年4月14日發佈禁止東電移動核燃料的糾正命令。 |
| 柏崎刈羽核能發電廠 | 東京電力 | 新潟縣柏崎市和刈羽郡刈羽村 | 沸水反应堆         | 4      | 1100          | 1994       | 因新潟縣中越近海地震停止運行。2021年4月14日發佈禁止東電移動核燃料的糾正命令。 |
| 柏崎刈羽核能發電廠 | 東京電力 | 新潟縣柏崎市和刈羽郡刈羽村 | 沸水反应堆         | 5      | 1100          | 1990       | 因定期檢修停止運行。2021年4月14日發佈禁止東電移動核燃料的糾正命令。 |
| 柏崎刈羽核能發電廠 | 東京電力 | 新潟縣柏崎市和刈羽郡刈羽村 | 進步型沸水式反應爐 | 6      | 1356          | 1996       | 停止運行。2017年12月27日新基準變更通過。安全提升工程計畫審查中。2021年4月14日發佈禁止東電移動核燃料的糾正命令。东电计划于2026年之前重启。                                                                              |
| 柏崎刈羽核能發電廠 | 東京電力 | 新潟縣柏崎市和刈羽郡刈羽村 | 進步型沸水式反應爐 | 7      | 1356          | 1997       | 停止運行。2020年10月30日安全審查通過，預定2021年6月重新启用。但因安全提升工程疏失，未設置火災感知器，需增設備用發電機，無應對恐怖攻擊對策，於2021年4月14日發佈禁止東電移動核燃料的糾正命令。东电计划于2026年之前重启。 |

#### 已退役
| 名称               | 電力公司 | 所在地             | 堆型       | 反應爐 | 单堆功率 (MW) | 运行開始年 | 运行停止年 | 預定除役完成年 | 備註 |
| ------------------ | -------- | ------------------ | ---------- | ------ | ------------- | ---------- | ---------- | -------------- | --- |
| 福島第一核能發電廠 | 東京電力 | 福島縣雙葉郡大熊町 | 沸水反应堆 | 1      | 460           | 1971       | 2011       | 2051           | 因東北地方太平洋近海地震導致福島第一核能發電廠事故停止。2012年4月20日依電氣事業法廢止。                                   |
| 福島第一核能發電廠 | 東京電力 | 福島縣雙葉郡大熊町 | 沸水反应堆 | 2      | 784           | 1974       | 2011       | 2051           | 因東北地方太平洋近海地震導致福島第一核能發電廠事故停止。2012年4月20日依電氣事業法廢止。                                   |
| 福島第一核能發電廠 | 東京電力 | 福島縣雙葉郡大熊町 | 沸水反应堆 | 3      | 784           | 1976       | 2011       | 2051           | 因東北地方太平洋近海地震導致福島第一核能發電廠事故停止。2012年4月20日依電氣事業法廢止。                                   |
| 福島第一核能發電廠 | 東京電力 | 福島縣雙葉郡大熊町 | 沸水反应堆 | 4      | 784           | 1978       | 2011       | 2051           | 因東北地方太平洋近海地震導致福島第一核能發電廠事故停止。2012年4月20日依電氣事業法廢止。                                   |
| 福島第一核能發電廠 | 東京電力 | 福島縣双葉郡雙葉町 | 沸水反应堆 | 5      | 784           | 1978       | 2014       | 2051           | 因東北地方太平洋近海地震導致福島第一核能發電廠事故停止。2014年1月31日正式廢止。                                           |
| 福島第一核能發電廠 | 東京電力 | 福島縣双葉郡雙葉町 | 沸水反应堆 | 6      | 1100          | 1979       | 2014       | 2051           | 因東北地方太平洋近海地震導致福島第一核能發電廠事故停止。2014年1月31日正式廢止。                                           |
| 福島第二核能發電廠 | 東京電力 | 福島縣雙葉郡楢葉町 | 沸水反应堆 | 1      | 1100          | 1982       | 2019       |                | 因東北地方太平洋近海地震導致停止。2018年6月14日宣布放棄重新启用。2019年7月31日正式決定除役，同年9月30日依電氣事業法廢止。 |
| 福島第二核能發電廠 | 東京電力 | 福島縣雙葉郡楢葉町 | 沸水反应堆 | 2      | 1100          | 1984       | 2019       |                | 因東北地方太平洋近海地震導致停止。2018年6月14日宣布放棄重新启用。2019年7月31日正式決定除役，同年9月30日依電氣事業法廢止。 |
| 福島第二核能發電廠 | 東京電力 | 福島縣雙葉郡楢葉町 | 沸水反应堆 | 3      | 1100          | 1985       | 2019       |                | 因東北地方太平洋近海地震導致停止。2018年6月14日宣布放棄重新启用。2019年7月31日正式決定除役，同年9月30日依電氣事業法廢止。 |
| 福島第二核能發電廠 | 東京電力 | 福島縣雙葉郡楢葉町 | 沸水反应堆 | 4      | 1100          | 1987       | 2019       |                | 因東北地方太平洋近海地震導致停止。2018年6月14日宣布放棄重新启用。2019年7月31日正式決定除役，同年9月30日依電氣事業法廢止。 |

### 其他除役發電站
| 名稱             | 使用燃料 | 運轉開始 | 廢止 | 裝置容量 (MW) | 所在地               |
| ---------------- | -------- | -------- | ---- | ------------- | -------------------- |
| 千住火力发电站   | 煤、重油 | 1926     | 1964 | 75            | 東京都足立区千住     |
| 潮田火力發電廠   | 煤       | 1923     | 1984 | 551           | 神奈川縣川崎市川崎区 |
| 鶴見火力發電廠   | 重油     | 1926     | 1984 | 1250          | 神奈川縣川崎市川崎区 |
| 新東京火力發電廠 | 重油     | 1973     | 1991 | 482           | 東京都江東區豐洲     |

## 電力採購
1995年日本電力業體制改革，推動電力自由化後，建立了電力採購制度，允許成立獨立發電廠向輸配電公司出售電力。此後東京電力與日立製作所、住友金属 (現日本製鐵)等11家獨立發電廠簽訂了供電合約，涉及12處發電廠、發電量2388.6MW。

### 引用
1. 1 2 3 4 5 6 7  東京電力ホールディングス株式会社『2022年3月期決算（2022年4月1日 - 2023年3月31日）有価証券報告書』
2. ↑  「HD」是控股的英文詞「Holding」縮寫。
3. ↑  包含群馬縣、栃木縣、茨城縣、埼玉縣、東京都、千葉縣、神奈川縣與山梨縣。
4. ↑  分界線為富士川。縣內其餘區域為中部電力的經營範圍。
5. ↑  .   [2010-06-13]. （原始内容存档于2021-01-05）.
6. ↑  . www.tepco.co.jp. 東京電力.   [2023-12-07]. （原始内容存档于2022-08-19） （日语）.
7. ↑  . www.tepco.co.jp. 東京電力.   [2023-12-07]. （原始内容存档于2022-12-19） （日语）.
8. ↑  钱铮，东京电力自曝窜改数据隐瞒核电站故障 （页面存档备份，存于），新华网
9. ↑  .   [2022-03-05]. （原始内容存档于2022-04-10）.
10. ↑  . www.tepco.co.jp. 東京電力. 2013-03-19  [2023-12-07]. （原始内容存档于2021-07-31） （日语）.
11. ↑  . www.tepco.co.jp. 2015-04-15  [2024-01-07]. （原始内容存档于2022-12-19） （日语）.
12. ↑  . 日本経済新聞. 2016-05-23  [2023-12-07]. （原始内容存档于2023-12-02） （日语）.
13. ↑  . Bloomberg.com. 2017-03-28  [2024-06-23]. （原始内容存档于2021-03-07） （日语）.
14. ↑  . 電気新聞ウェブサイト. 2020-03-02  [2023-12-07]. （原始内容存档于2020-03-31） （日语）.
15. ↑  . Huffingtonpost.com. 2013-07-22  [2014-08-02]. （原始内容存档于2014-04-17） （英语）.
16. ↑   (pdf). 東京電力. 2012-01-23  [2017-03-28]. （原始内容存档 (PDF)于2021-01-21） （日语）.
17. ↑  . 東京電力.   [2017-03-28]. （原始内容存档于2021-01-05） （日语）.
18. ↑  原子力規制委員会 東京電力福島第一原子力発電所多核種除去設備（A系）のホット試験開始に関する評価について（案）PDF 平成25年3月19日 （日語）
19. ↑  . Tokyo Electric Power Company Holdings. 2020-04-13  [2020-04-13]. （原始内容存档于2021-04-14） （英语）.
20. ↑  . Ministry of Economy, Trade and Industry. 2020-04-12  [2020-04-13]. （原始内容存档于2021-04-14） （英语）.
21. ↑  Mari, Yamaguchi. . ABC News. 2021-04-13  [2021-04-13]. （原始内容存档于2021-04-14） （英语）.
22. ↑  . Yahoo!ニュース.   [2022-07-22]. （原始内容存档于2023-08-16） （日语）.
23. ↑  . BBC  中文. 2023-08-24  [2023-08-24]. （原始内容存档于2023-08-24）.
24. ↑   (pdf). 原子力規制委員会. 2016-02-17  [2021-02-17]. （原始内容存档 (PDF)于2021-07-09） （日语）.
25. 1 2 3 4 5  . 日本経済新聞 (日本経済新聞社). 2021-04-14  [2021-05-29]. （原始内容存档于2023-04-22）.
26. 1 2  . NHK. 2024-08-22  [2024-08-25]. （原始内容存档于2024-08-23） （日语）.
27. ↑  . NHKニュース. 2021-01-13  [2022-03-27]. （原始内容存档于2021-01-19） （日语）.
28. ↑  . 新潟日報. 2021-01-28  [2022-03-27]. （原始内容存档于2021-01-29） （日语）.
29. ↑  . 読売新聞. 2021-01-22. （原始内容存档于2021-01-22） （日语）.
30. ↑  . 2012-04-16  [2012-04-19]. （原始内容存档于2012-04-17） （日语）.
31. ↑  . www.tepco.co.jp. 2013-12-18  [2022-03-27]. （原始内容存档于2020-10-01） （日语）.
32. ↑  . 東京電力ホールディングス株式会社. 2019年7月31日. （原始内容存档于2020年1月10日） （日语）.
33. ↑  廢除時裝置容量，包括戰前东邦电力建造鶴見第一火力發電廠3、4號機，和戰後東京電力建造機組。

### 文獻
- 日本東京電力公司簡介 （页面存档备份，存于）
- 東京電力公司成就矚目 （页面存档备份，存于）

## 外部連結
- 官方网站（日語）（英文）